# Wielka Krywańska Strażnica
Wielka Krywańska Strażnica (słow. Veľká Krivánska strážnica) – turnia znajdująca się w dolnej części Krywańskiej Grani w słowackich Tatrach Wysokich. Wznosi na wysokość 1894 m n.p.m. (według wcześniejszych pomiarów 1903 m lub 1897 m). Od Skrajnej Krywańskiej Turni na południowym wschodzie oddzielona jest Maćkowym Przechodem, a od Małej Krywańskiej Strażnicy na północnym zachodzie oddziela ją Maćkowy Karbik. Do doliny Niewcyrki opada z Wielkiej Krywańskiej Strażnicy wysoka skalna ściana o wystawie północno-wschodniej. Najniższy punkt tej ściany znajduje się na wysokości 1584 m.
Pierwszego znanego wejścia na Wielką Krywańską Strażnicę dokonali Alfred Martin i przewodnik Johann Franz senior 20 września 1907, podczas wspinaczki Krywańską Granią. W niewielkiej odległości od wierzchołka prowadzi przez Maćkowy Przechód ścieżka, zwana Maćkową Percią, którą chodzono już znacznie wcześniej (co najmniej od pierwszej połowy XIX wieku). W ścianie opadającej do Niewcyrki w latach 1972–1976 taternicy wytyczyli 4 drogi wspinaczkowe o trudnościach od IV do V. Arno Puškáš wymienia w swoim przewodniku jeszcze jedną drogę, jednak bez żadnych szczegółów dotyczących trudności oraz daty jej pokonania.
Współcześnie wspinaczka w całym masywie Krywania nie jest dozwolona, z wyjątkiem północnej ściany Ramienia Krywania w okresie zimowym (od 21 grudnia do 20 marca).

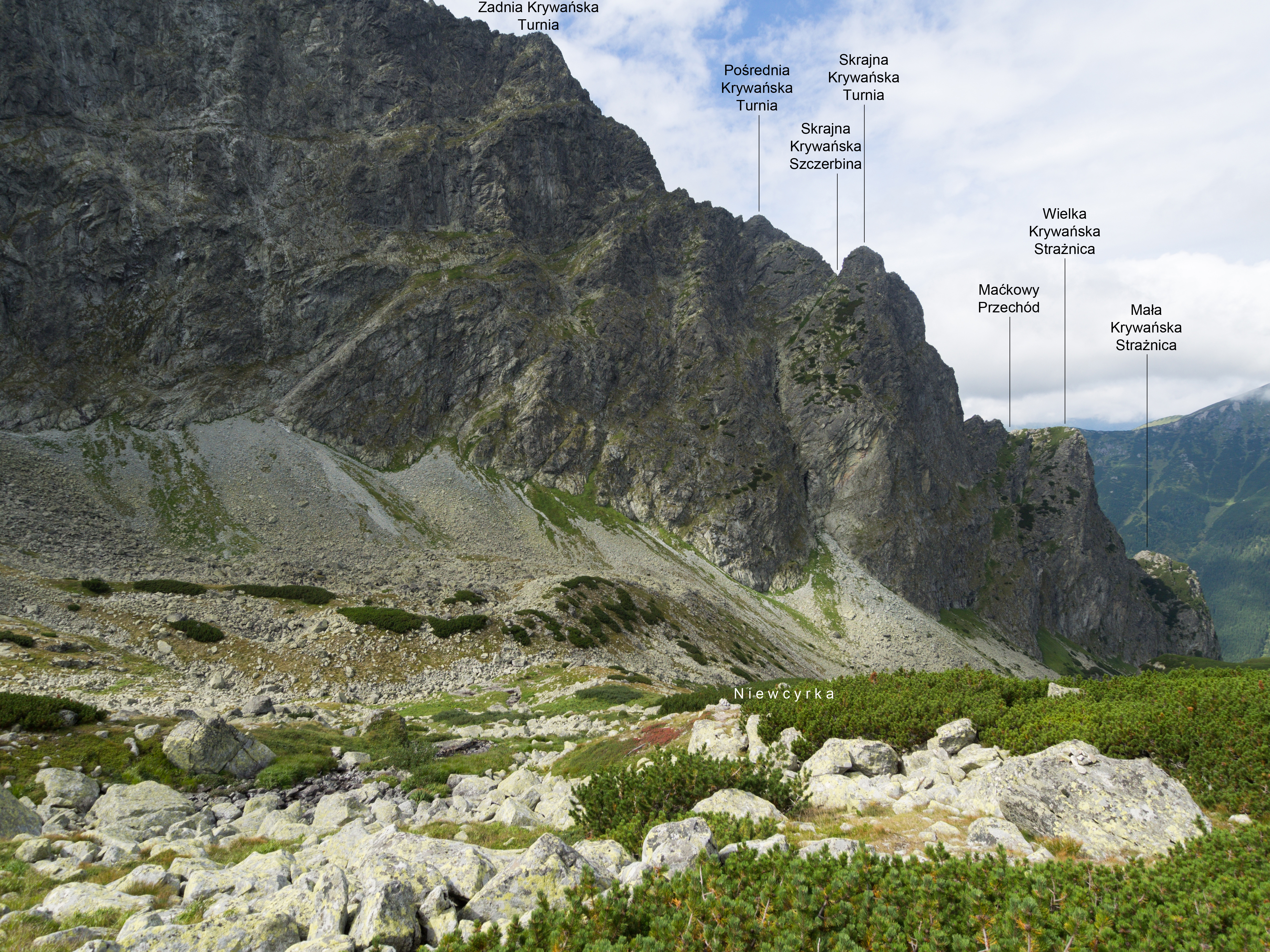
Wielka Krywańska Strażnica wśród opisanych obiektów